# Indimenticabile Mia
Indimenticabile Mia è una raccolta pubblicata un anno dopo la scomparsa di Mia Martini, con alcune delle più recenti incisioni della cantante, unitamente a due inediti del 1990.
Cercando il sole è stata ricavata da una matrice diversa rispetto a quella pubblicata nell'album La mia razza ed ha una durata maggiore di 38 secondi.

## Tracce
1. S.o.s. verso il blu (inedito)
2. La nevicata del '56
3. Almeno tu nell'universo
4. Donna
5. Io e la musica
6. Notturno
7. Col tempo imparerò (inedito)
8. La mia razza
9. La sola verità
10. Cercando il sole
11. Spegni la testa
12. Scrupoli